# Andrzej Wszewołodowicz zwany Szuticha
Andrzej Wszewołodowicz zwany Szuticha (I połowa XV wieku) – książę Mezecka z dynastii Rurykowiczów, lennik Wielkiego Księstwa Litewskiego.

## Życiorys
Mezeck (obecnie Mieszczowsk) był siedzibą kniaziów Mezeckich, jednych z wielu Rurykowiczów, będącymi lennikami Litwy na obszarze Księstw Wierchowskich. Andrzej był synem Wszewołoda Wszewołodowicza, księcia toruskiego, wywodzącego się z czernichowskiej linii Rurykowiczów - od św. Michała Czernichowskiego (zm. 1246).
W źródłach występuje pod koniec rządów Witolda na Litwie. W 1424 roku z rozkazu Witolda razem z innymi książętami ruskimi wraz ze swoim bratem Dymitrem Wszewołodowiczem Szutichą walczyłzwycięsko z Tatarami w obronie Odojewa nad Upą. Razem z bratem Andrzej posiadał: Mezeck, Oreń, Siłkowicze, Suchinicze, Dubrowka, Kohabryń, Ogdyrew, Oleszna, Ustje, Łabodyn, Żabyn, Ruka, Niemierzka, Koter. Andrzej zmarł około roku 1443, gdyż w tym czasie wielki książę litewski Kazimierz Jagiellończyk potwierdził posiadanie Mezecka i Kołkowicze księciu Dymitrowi. Żoną Andrzeja była Eupraksja. Mieli pięciu synów: Aleksandra, księcia Bariatyńskiego, Fiodora, Romana, Iwana i Wasyla, książąt Mezeckich.